# Tarifvertrag für den öffentlichen Dienst des Landes Hessen
| Basisdaten                                               | Basisdaten                                                 |
| -------------------------------------------------------- | ---------------------------------------------------------- |
| Titel:                                                   | Tarifvertrag für den öffentlichen Dienst des Landes Hessen |
| Abkürzung:                                               | TV-H                                                       |
| Unterzeichnung:                                          | 1. September 2009                                          |
| Inkrafttreten:                                           | 1. Januar 2010                                             |
| Letzte Änderung durch: 1)                                |                                                            |
| Inkrafttreten der letzten Änderung: 1)                   | 1. August 2022                                             |
| 1) Bitte beachten Sie den Hinweis zur geltenden Fassung! |                                                            |

Der TV-H – Tarifvertrag für den Öffentlichen Dienst des Landes Hessen (TV-H) ist ein ausschließlich im Land Hessen gültiger Tarifvertrag, der inhaltlich weitgehend mit dem Tarifvertrag für den öffentlichen Dienst der Länder (TV-L) übereinstimmt.

## Hintergrund
Der TV-H hat den bis dahin in Hessen noch geltenden Bundes-Angestelltentarifvertrag (BAT) sowie den Manteltarifvertrag für Arbeiterinnen und Arbeiter des Bundes und der Länder (MTArb) zum 1. Januar 2010 abgelöst. Die alten Tarifverträge (BAT und MTArb) sollten ab 2002/2003 deutschlandweit durch neue Tarifverträge ersetzt werden. Hierbei gab es politische Streitigkeiten darüber, wie der Übergang gestaltet werden sollte. Das Land Hessen war mit dem Kurs der anderen Bundesländer nicht zufrieden, da es landesspezifische Regelungen beibehalten wollte. Deswegen stieg das Land Hessen am 1. April 2004 aus dem Arbeitgeberverband der Länder (TdL) aus. Im weiteren Verlauf ab 2004 standen die Verhandlungen in Hessen in der Kritik geringere Vergütungen zu enthalten. Im Hintergrund stand die von der damaligen Landesregierung vertretene Finanzpolitik, die unter anderem Einsparungen im Personalbereich vorsah.

## Besonderheiten
Im Laufe der Zeit entwickelten sich die Tarifverträge TV-L und TV-H zunehmend auseinander. Grundsätzlich nehmen Verdi und das Land Hessen dabei den TV-L als Grundlage, ergänzen diesen und machen die Änderungen kenntlich. Der Ruf, dass der TV-H hierbei die Angestellten schlechter stellt, lässt sich durch die neueren Entwicklungen nicht mehr aufrechterhalten. So zeigen Vergleiche zunehmend eine Besserstellung der Angestellten im TV-H. Es sollte hierbei aber bedacht werden, dass die Übertragungen der Ergebnisse aufgrund der späteren Verhandlungen zeitverzögert eintreten. Somit kann die faktische Vergütung je nach Zeitpunkt sowohl nach unten, als auch nach oben abweichen.
Eine wesentliche Abweichung gegenüber dem TV-L findet sich in §23a, der eine Kinderzulage regelt, die es zwar in den zuvor für den öffentlichen Dienst geltenden Tarifverträgen BAT, MTArb und BMT-G bereits gab, aber keinen Eingang in die Nachfolgeverträge TVöD und TV-L gefunden hat. Der TV-H stellt insofern eine Ausnahme unter den aktuell im öffentlichen Dienst in Deutschland geltenden Tarifverträgen dar.
Die Deutsche Polizeigewerkschaft (DPolG) Hessen sieht verschiedene Vorteile des TV-H gegenüber dem TV-L:
- Stufengleicher Aufstieg 2
- Kinderzulage (§ 23a TV-H)
- Freifahrtsregelung (vgl. hierzu unten zum TV Landesticket)
- Freizeitausgleich bei ehrenamtlichem Engagement (§ 29a TV-H)
- Keine Unterbrechung der Stufenlaufzeit bei Erziehungsurlaub
- Pauschalierung der Erschwerniszulagen
- Zulage für Bedienung von Großgeräten § 50
- Umwandlung Jahressonderzahlung in Freizeit (§ 6a TV-H)
- Weiterbeschäftigung nach Ausbildung in Stufe 2 (§ 16 Abs. 2b TV-H)
- Einstellung in Stufe 1b bei einschlägiger Berufserfahrung von mindestens einem halben Jahr in einem Arbeitsverhältnis zu einem anderen Arbeitgeber (§ 16 Abs. 2 S. 3 TV-H)
- Zusatztage für Väter
- Einführung der Entgeltgruppe 16
- Eingruppierung des Straßenwärters in Entgeltgruppe 6
- Eingruppierung des Kolonnenführers in Entgeltgruppe 9a
- Eingruppierung des Streckenwartes in Entgeltgruppe 9a
- Eingruppierung des Bauwartes in Entgeltgruppe 9a

## Weitere Tarifverträge im Umfeld des TV-H
Vollständigkeit ist nicht gegeben.

### TV LandesTicket Hessen
Ein sogenanntes Landesticket wurde mit dem Tarifvertrag über die Nutzung des LandesTicket Hessen durch Beschäftigte des Landes Hessen (TV LandesTicket Hessen) 2017 vereinbart, dieser trat am 1. Januar 2018 in Kraft. Hiermit können die meisten Beschäftigten des Landes Hessen den öffentlichen Personennahverkehr des Landes nutzen. Diese Vereinbarung gilt bis 2026. Die Regelung ist auch auf verbeamtete Bedienstete, Richter und weitere Gruppen ausgeweitet worden. Das Landesticket gilt teilweise auch in angrenzenden Gebieten.